# Wilcza Góra (Góry Złote)
Wilcza Góra (dawniej niem. Wolfsberg Grosser) (711 m n.p.m.) - porośnięta lasem góra w Sudetach Wschodnich w Górach Złotych.

## Położenie
Na północnym zachodzie Przełęcz Leszczynowa oddziela górę od Ptasznika. Na południowym wschodzie przełęcz bez nazwy oddziela ją od Łysego Garbu. Ku południu odchodzi od niej boczny grzbiet z Małą Wilczą Górą.

## Budowa geologiczna
Zbudowana ze skał metamorficznych - gnejsów i łupków łyszczykowych należących do metamorfiku Lądka i Śnieżnika. W kilku miejscach znajdują się niewielkie skałki i rumowiska.

## Roślinność
Cały masyw porośnięty jest lasami mieszanymi regla dolnego.

## Turystyka
Wschodnim zboczem Wilczej Góry przechodzi szlak turystyczny:
- niebieski, z Barda do Lądka-Zdroju. Jest to Europejski Długodystansowy szlak turystyczny E-3[2].

Drogami leśnymi biegną szlaki rowerowe.